# Dante Alighieri
Dante (Durante) di Alighiero degli Alighieri (Florence, tussen 14 mei en 13 juni 1265 OS – Ravenna, 14 september 1321) was een Italiaanse dichter, schrijver, moraalfilosoof en kortstondig politicus.
Als zijn voornaamste werk wordt La divina commedia beschouwd (vertaling De goddelijke komedie). Het is een gedicht in drie delen over een reis door het hiernamaals, van de Hel (Inferno), door het Vagevuur (Purgatorio) naar het Paradijs (Paradiso) en wordt beschouwd als een hoogtepunt van de wereldliteratuur.

## Levensloop

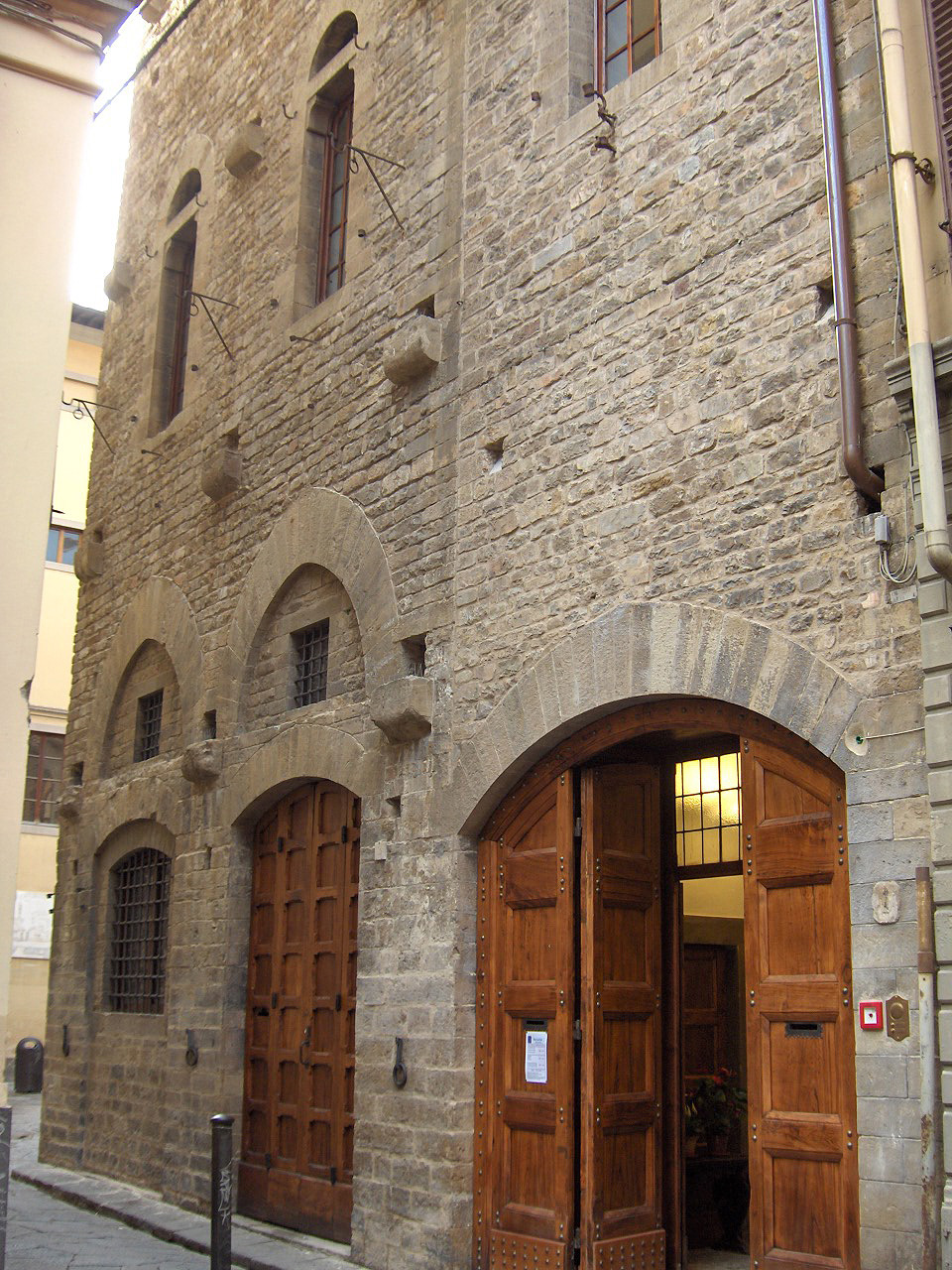
San Martino del Vescovo, parochiekerk van Dante

### Familie
Dante stamde uit een Florentijnse familie. Zijn vader was Alighiero di Bellincione behorend tot de Welfische lagere adel en zijn moeder Bella (Gabriella) degli Abati, van een familie van rijke landeigenaars van Ghibellijnse strekking. De ouders woonden in het kwartier van S. Martino del Vescovo, in de buurt van de torre della Castagna, die men vandaag nog kan bewonderen in het historische centrum van Florence.
Van het geboortejaar zijn de onderzoekers nagenoeg zeker op basis van referenties in zijn werken. De datum kan afgeleid worden uit wat Dante zelf schreef in zijn Goddelijke komedie, namelijk dat hij geboren was onder de constellatie Tweelingen.
In de late dertiende eeuw stond de zon volgens de oude kalender in het sterrenbeeld Tweelingen tussen 15 mei en 14 juni, wat dan ook als periode gezien wordt waarin Dante het levenslicht zag.
Dante werd gedoopt, met als doopnaam Durante, op 26 maart 1266, Stille Zaterdag van dat jaar. Het was namelijk een oude traditie in Florence dat alle borelingen van het afgelopen jaar gedoopt werden op de zaterdag van de Goede Week. Dante heeft evenwel zijn doopnaam nooit gebruikt en die werd ook niet gebezigd in de officiële documenten waarin hij genoemd werd.
Dante kreeg nog een jongere zus voordat tussen 1270 en 1275 zijn moeder overleed. Kort daarop, tussen 1275 en 1278, hertrouwde zijn vader met Lapa di Chiarissimo Cialuffi, afstammelinge van een rijke koopliedenfamilie. Met zijn tweede vrouw had Dantes vader nog drie kinderen, een zoon Francesco en twee dochters. Dantes vader Alighiero stierf tussen 1281 en 1282 en Dante werd verantwoordelijk voor de familie.

### Huwelijk
Alighiero verloofde zijn 11-jarige zoon Dante op 9 februari 1277 met de toen 10 jaar oude Gemma Donati, de dochter van Manetto Donati, hun buurman in Florence. Manetto was een welgestelde landeigenaar en rijk genoeg om voor zijn dochter een bruidsschat te voorzien die tweemaal zo groot was als toen gebruikelijk. De jongelui trouwden in 1285, en in 1287 zou volgens sommigen hun eerste kind Giovanni geboren zijn. Later volgden nog twee zoons, Pietro en Iacopo, en een dochter Antonia. Of het een gelukkig huwelijk was, is niet meer te achterhalen. Het is wel een feit dat Dante niet één vers aan zijn echtgenote heeft gewijd en er is geen enkele aanduiding gevonden dat zij hem zou gevolgd zijn tijdens zijn verbanning. Boccaccio schrijft woordelijk dat hij zijn vrouw en kleine kinderen achterliet in de handen van “fortuna”.

### Opleiding
Over de opleiding van Dante is weinig concreets bekend. Naar alle waarschijnlijkheid kreeg hij zijn basisopleiding, lezen, schrijven en Latijn, in het begin van de jaren 1270 bij een van de doctores puerorum in Florence. Volgens Petrocchi kan men volgend op deze basisscholing drie fasen onderscheiden in de ontwikkeling van Dante. De studie van de grammatica en de retorica in de periode van 1275-1286, misschien onder de leiding van Brunetto Latini. Daarna, van 1287 tot 1290 ging de dichter zich toeleggen op de filosofie en de letterkunde. Uit die periode dateert zijn vriendschap met Guido Cavalcanti en maakte hij kennis met de poëzie van Guido Guinizelli die hij later de Dolce stil novo zou noemen. In de jaren 1291-1294 à 1295, na de dood van Beatrice, hield Dante zich voornamelijk bezig met de studie van de theologie en de filosofie. Hij schreef zelf dat hij toen Boëthius en Cicero las en dat hij het Franciscaanse studium generale bij de Santa Croce en het Dominicaanse studium aan de Santa Maria Novella bezocht, waar hij zich toelegde op de studie van Bonaventura, Aristoteles, Augustinus, Thomas van Aquino en Albertus Magnus en kennis maakte met de scholastiek en het averroïsme. Er is geen documentair bewijs dat hij ergens aan een universiteit gestudeerd zou hebben, ook al wordt dat geclaimd door de Universiteit van Bologna.

### Politieke loopbaan

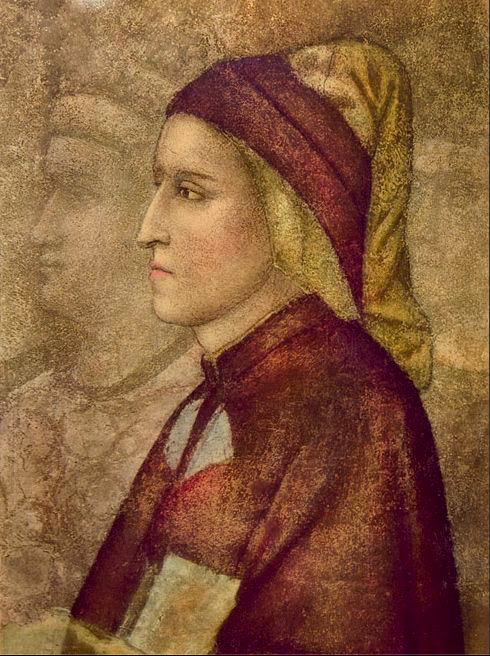
Giotto di Bondone ca. 1335, fresco in de Podesta kapel van het Palazzo del Bargello, Florence

Italië was verdeeld in stadstaten, die regelmatig in strijd met elkaar waren. Bovendien heerste er een onderlinge verscheurdheid tussen de Ghibellijnen en de Welfen. Sedert het verbod op de lekeninvestituur door Paus Gregorius VII, de vroegere bisschop Hildebrandt van Florence, ontstond het conflict tussen de koningen en keizers van het Heilige Roomse Rijk en de paus van Rome, de zogenaamde Investituurstrijd. Hieruit ontstond in de late middeleeuwen de politieke stroming van de Ghibellijnen, die zich tegen de wereldlijke macht van de paus keerden. De Ghibellijnen waren aanhangers van de Rooms-Duitse keizer en de gezworen tegenstanders van de Welfen, een stroming die ontstaan was rondom de tegen keizer Otto IV, uit de familie der Welfen, die door paus Innocentius III was aangesteld als vervanger van Frederik II. De rijke steden Florence en Lucca kozen voor de Welfen. Hun eeuwige rivalen, Siena, Pisa en Pistoia, kozen voor de Ghibellijnen. Binnen deze steden was het meestal afhankelijk van afkomst of je Welf of Ghibellijn was.
In 1289 waren de Ghibellijnen in Florence definitief verslagen en hadden de Welfen de politieke macht gegrepen. Door de nieuwe verordeningen van Giano della Bella van 1295 werd de oude landadel uitgesloten van politieke ambten in de Republiek Florence. Daardoor konden de middenklassen deelnemen aan het bestuur, mits zij ingeschreven stonden bij een gilde (Arte). Dante koos het gilde van de artsen en apothekers (Arte dei Medici e Speziali), waarbij ook veel kunstenaars zich aansloten.
Omdat veel archieven van Florence verloren gingen, is het niet met zekerheid te zeggen welke ambten Dante bekleedde. Wel weten we met zekerheid dat hij lid was van de beperkte raad van de “Capitano del Popolo” (Il Consiglio dei Trentasei del Capitano del Popolo) van november 1295 tot april 1296 en dat hij in december 1296 zetelde in de groep van “wijzen” (Gruppo dei Savi) die de regels voor de verkiezing van de priori vernieuwde. Ook zat hij van mei tot december 1296 in de Raad van Honderd (Consiglio dei Cento). Regelmatig was hij gezant voor de stad, zoals in mei 1300 toen hij naar San Gimignano werd gestuurd. In 1300 was hij van 15 juni tot 15 augustus prior, lid van het stadsbestuur.
De Welfen in Florence splitsen zich na de slag bij Campaldino in 1289 in twee facties, de witte en de zwarte Welfen. De oorsprong van deze splitsing was een vete tussen twee Florentijnse families, de zwarten steunden de aristocraat Corso Donati, de witten de bankier Vieri dei Cherci. De witte Welfen leunden aan bij het volk, Dante zelf behoorde tot de witte Welfen, de zwarte Welfen kwamen uit de opperklasse van aristocratie, rijke handelaars en financiers hoewel die achtergrond zeer snel minder belangrijk werd. Uiteindelijk was vooral de steun aan de paus en aan het Angevijnse huis het belangrijkste ideologische twistpunt.
Dante zou ook als militair actief geweest zijn in de expeditie tegen Arezzo in 1285, maar de historici hebben hiervoor als enig argument een passage uit de Vita nuova (IX, 1-2) die niet zeer expliciet is. Zekerheid is er wel over zijn deelname aan de slag bij Campaldino op 11 juni 1289 en aan de gevechten bij de inname van Caprona op 16 augustus van datzelfde jaar.

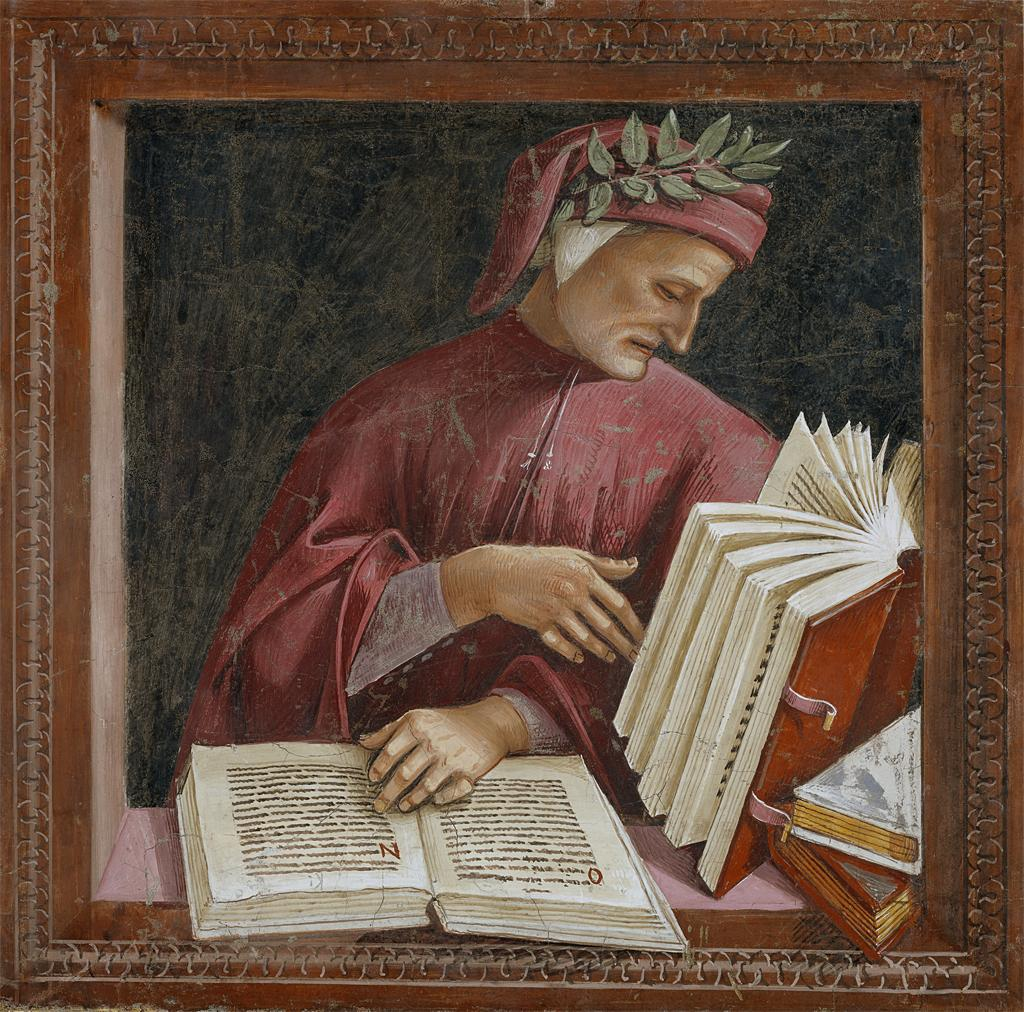
Dante Alighieri, detail van het fresco van Luca Signorelli in de kapel San Brizio van de dom van Orvieto Cathedra

In zijn politiek-filosofisch traktaat, De Monarchia, dat hij schreef tussen 1310 en 1314, na zijn verbanning in 1302, pleit Dante voor een strikte scheiding van de wereldlijke macht, die volgens hem toekomt aan de keizer, en de kerkelijke macht die toekomt aan de paus. Hij ontzegt de wereldlijke macht aan de kerk die dit gezag opeiste op basis van de Donatio Constantini. Dante twijfelde niet aan de authenticiteit van dat document maar betwistte de aanspraken van de kerk op juridische gronden. Hij zou hieraan refereren in zijn Divina Commedia: "Ahi, Costantin, di quanto mal fu matre, / non la tua conversion, ma quella dote / che da te prese il primo ricco patre!" ("Ach, Constantijn, hoeveel kwaad ontstond, / niet van uw bekering, maar van de schenking / die de eerste rijke paus van u ontving!").
Op 27 januari 1302 werd Dante door de zwarte Welfen, nadat zij de macht gegrepen hadden, bij verstek veroordeeld tot verbanning uit Florence. Hij was op dat ogenblik in Rome en maakte deel uit van een delegatie die in de herfst van 1301 paus Bonifatius VIII ertoe wou bewegen Karel van Valois van een inval in Florence te doen afzien, blijkbaar zonder er rekening mee te houden dat het Bonifatius geweest was die de machtsgreep van de zwarte tegen de witte Welfen in 1301 georganiseerd had. Inmiddels was Karel van Valois op 1 november Florence binnengetrokken en zeer warm onthaald door de zwarte Welfen. Twee van de drie delegatieleden mochten terugkeren naar Florence, maar Dante moest in Rome blijven. Men is niet zeker of hij nog in Rome was of op terugweg naar huis op het ogenblik dat zijn veroordeling werd uitgesproken, geen van zijn tijdgenoten gaf hierop een duidelijk antwoord.
Hij zou zijn geboortestad nooit meer terug zien en schreef De goddelijke komedie in ballingschap, waarschijnlijk tussen 1307 en zijn dood in 1321.

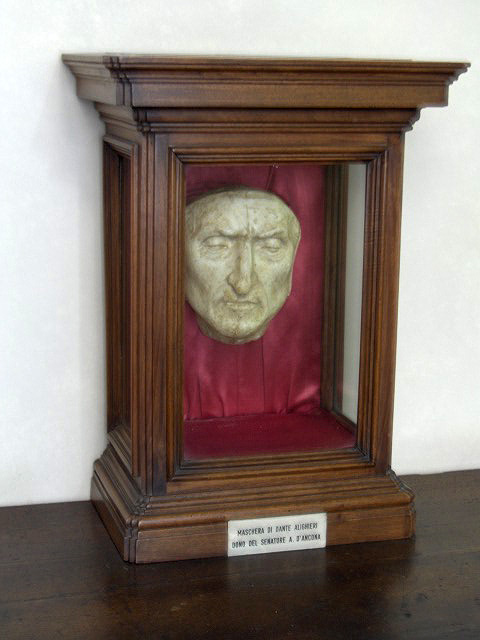
Dodenmasker in het Palazzo Vecchio, Florence

### Overlijden en eerherstel
Dante stierf in 1321 als balling in Ravenna, waar hij begraven ligt. Lange tijd bestond er twist tussen Florence en Ravenna om zijn lijk, maar Dante blijft voorlopig in Ravenna. In Florence is nog altijd een lege graftombe van hem te bezichtigen in de Santa Croce.
Té laat erkende zijn geliefde vaderstad Dantes grootheid. Het Florentijnse gemeentebestuur zendt sinds 1325 jaarlijks een kruik met olijfolie en een palmtak naar Ravenna met het verzoek om de stoffelijke resten van ‘Onze Grootste Zoon’ terug te geven 'opdat de beenderen een rechtmatige plaats krijgen' (zodat ze in de hierboven vernoemde lege graftombe kunnen worden bijgezet). De magistraten van Ravenna blijven, zelfs in tijden van koninklijke, keizerlijke, mussoliniaanse, berlusconiaanse, pauselijke en wereldoorlogen, correct en beleefd: “Eens verbannen, blijft verbannen”.
In augustus 2008 organiseerde het stadsbestuur van Florence een rehabilitatieceremonie voor Dante. De stad wilde bij die gelegenheid graaf Pieralvise Serego Alighieri, een directe afstammeling van Dante, de gouden florijn, de hoogste onderscheiding van de stad, aanbieden. De graaf weigerde echter. Volgens hem was er niet genoeg berouw getoond voor de uitwijzing in 1302; het besluit voor het eerherstel was immers niet unaniem genomen. De zitting van de culturele commissie van Florence, waarbij de uitwijzing officieel zou worden herroepen, verliep zeer gespannen. Vijf raadsleden stemden tegen de annulering, enkele anderen bleven demonstratief weg.

## Literaire loopbaan

### Beatrice

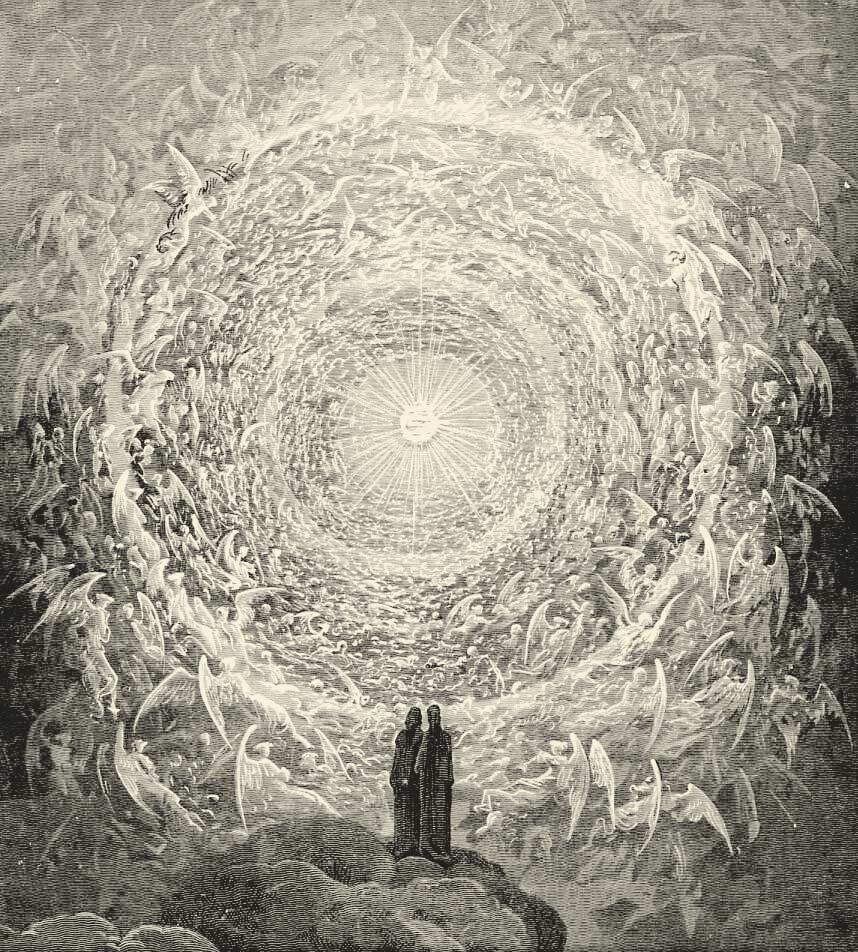
Gustave Doré, Dante en Beatrice in het Paradiso

In mei (?) 1274 zou Dante voor het eerst Beatrice ontmoet hebben. Beatrice was de oudste dochter van Folco Portinari, een buur van Alighiero. Voor de kleine Dante was ze het toppunt van schoonheid, gratie en charme. Het verhaal over zijn ontmoeting met Beatrice is geconstrueerd uit wat Dante er zelf over schreef in zijn Vita nuova. Cilia de’ Caponsucchi was de moeder van Beatrice en ging dagelijks met haar naar de mis, waarbij Dante moeder en dochter zou gevolgd zijn om haar te kunnen zien.
Twee jaar later werd Dante verloofd met Gemma maar in zijn werken is van haar geen spoor te vinden. Voor ons vandaag kan dat vreemd lijken, maar de dichter heeft waarschijnlijk nooit gedacht dat hij ook maar enige kans maakte om met Beatrice in het huwelijk te treden. Hij besefte maar al te goed dat het de vaders waren die huwelijken arrangeerden in lijn met hun allianties en zakenbelangen.
Omstreeks 1280 raakte hij bevriend met Guido Cavalcanti, die behoorde tot een groep jonge dichters die zichzelf de Fedeli d’Amore noemden en die aan de basis lagen van de Dolce stil novo, stijl die Dante ook zal gaan gebruiken. In 1283 ontmoette hij Beatrice opnieuw in de straten van Firenze en maakte haar tot zijn muze. De ontmoeting met Beatrice werd beschreven in zijn Vita nuova en Dante vermeldde erbij dat zijn onbereikbare geliefde het woord tot hem gericht had. Hij schreef dan een sonnet, A ciascun'alma presa e gentil core (Aan elk hart gegrepen door de zoete pijn). De gedichten die hij toen begon te schrijven zijn aan Beatrice gewijd, die ontmoeting was de start van zijn liefdespoëzie.
In 1287 huwde Beatrice met de rijke bankier Simone de’Bardi. Ze verhuisde naar het stadsdeel Oltrano, ver van Dante’s woonplaats, wat de kans om haar nog te zien bijzonder klein maakte. Beatrice overleed in juni 1290.

### Evolutie

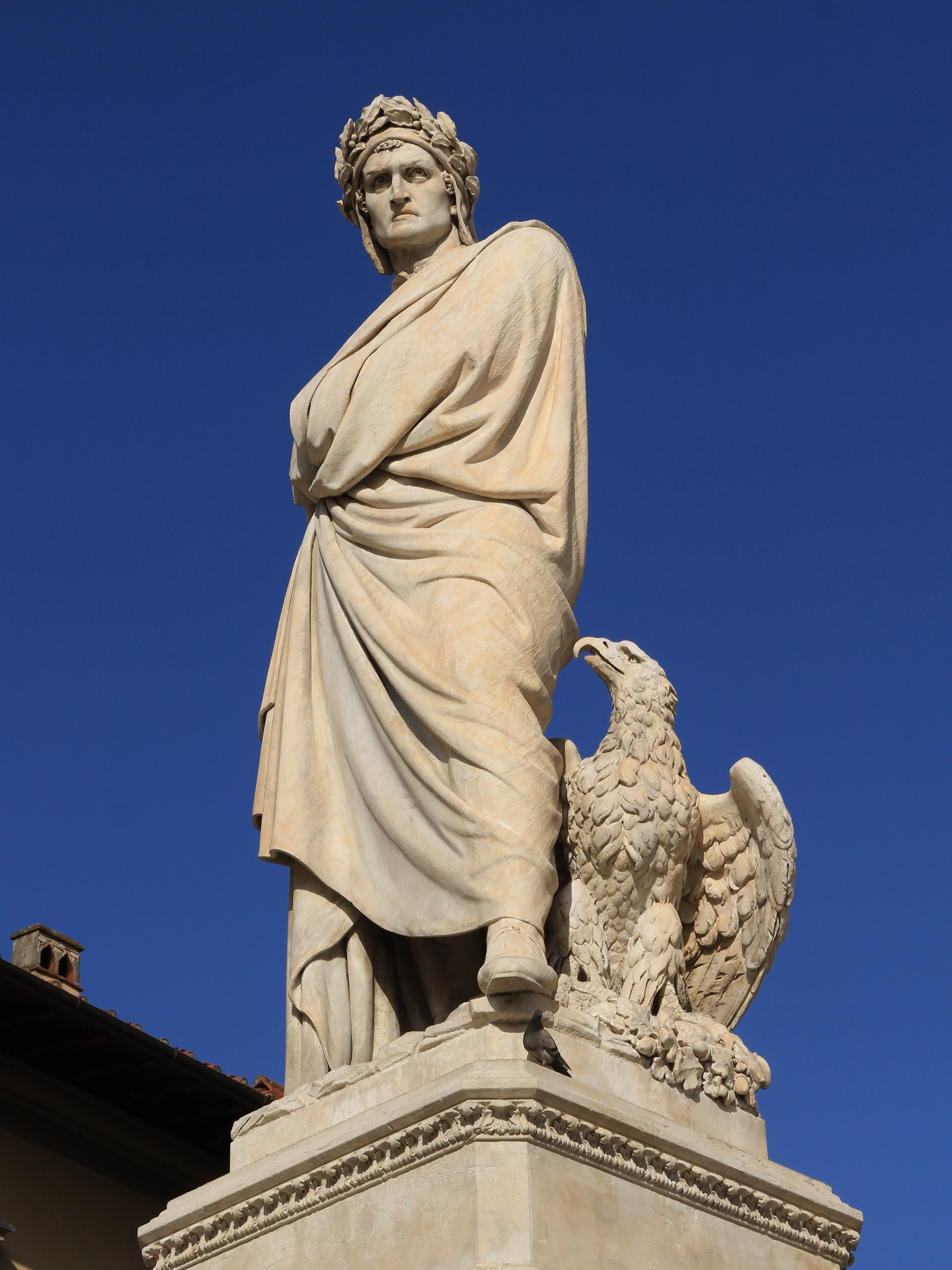
Standbeeld van Dante, Florence, Piazza Santa Croce, Enrico Pazzi (1865)

In de poëzie die Dante schreef voor zijn Vita nuova, onder meer het sonnet, A ciascun'alma presa e gentil core, had hij de poëzie van Guittone d'Arezzo als voorbeeld genomen. Guittone bracht het sonnet, dat voor het eerst was gebruikt door Giacomo da Lentini, leider van de Siciliaanse school (Scuola Poetica Siciliana), naar Toscane. Guittone was de figuur die de overgang van de lyrische aristocratische Provençaalse poëzie, waarop de Siciliaanse school was gebaseerd, naar het milieu van burgerlijke handelaars en financiers bewerkstelligde. Dante zou later de stijl van Guittone fel bekritiseren voor zijn excessieve retoriek en zijn weinig hoogstaande taal. Hij vond de stijl plebejisch.
Zijn Vita nuova dat tot stand kwam tussen 1293 en 1295 grotendeels met Beatrice als muze, is een prosimetrum, een tekst waarin proza en poëzie elkaar afwisselen, naar het model van de "De consolatione Philosophiae" van Boëthius. Het werk heeft drie grote onderdelen, een eerste deel waarin Dante exalteert over het feit dat Beatricce zijn begroeting beantwoord had, een tweede deel waarin hij treurt over het feit dat zij zijn groet niet langer beantwoordde en het laatste waarin hij treurde en rouwde om haar dood en haar onsterfelijke ziel bezingt. In dit werk gaat Dante meer en meer aanleunen bij de “Dolce stil nuovo” van Guido Guinizelli, van wie hij de poëzie waarschijnlijk had leren kennen tijdens zijn bezoek aan Bologna in 1287. De Dolce stil nuovo verheft de zinnelijke liefde die door de troubadours bezongen werd naar een metafysisch-platonisch niveau. Na de dood van Beatrice wordt de liefde van Dante overgedragen op de “Donna gentile” die hem in zijn verdriet over het verlies van Beatrice kwam troosten.
Zijn volgende werk, Il Convivio ("Het gastmaal") schreef Dante tussen 1304 en 1307. Het werk is een uitgebreid commentaar op wat Dante vroeger heeft geschreven waarbij hij zeer uitgebreid uitweidt over allerhande onderwerpen zoals astronomie, filosofie, moraal, kennis, deugden en politiek, die weinig of niets met de besproken canzoni te maken hebben. Het werk is vooral interessant omdat het Dantes mening over zijn eigen werk en de evolutie in zijn denkproces illustreert. Zo wil hij de lezer ervan overtuigen dat het grote thema in zijn vroegere werk de deugd was veeleer dan de liefde. De Donna gentile uit de Vita nuova wordt hier een verpersoonlijking van Vrouwe Filosofia in plaats van een nieuwe liefde die hem troostte bij de dood van Beatrice. Dante ziet poëzie nu meer als een middel om zijn filosofische inzichten over de menselijke natuur en de menselijke kennis uit te drukken.
In de De vulgare eloquentia, zijn pleidooi voor de '”nobele” volkstaal, kwam hij tot de conclusie dat de ware poëzie in de volkstaal de klassieke auteurs als voorbeeld moet nemen en hij denkt hierbij uiteraard aan zijn eigen canzoni als het goede voorbeeld hiervan. Over de opvatting van poëzie als een allegorie, “sotto la bella menzogna si cela la veritá” (onder de mooie leugen verbergt zich de waarheid), die uitgebreid aan bod kwam in zijn Convivio, is geen sprake meer.
In zijn Divina commedia ten slotte, slaagt Dante erin om zijn idealen over het "vulgare illustre" (de volkstaal "met aanzien"), schijnbaar zonder moeite, volledig te realiseren. Hier mengt Dante klassieke stijlen en genres zonder nog rekening te houden met de Latijnse voorbeelden. De poëtische expressie is voor hem duidelijk belangrijker geworden dan de voorbeelden van Vergilius en Horatius. De dichter is hier tot volle wasdom gekomen.

### Werken

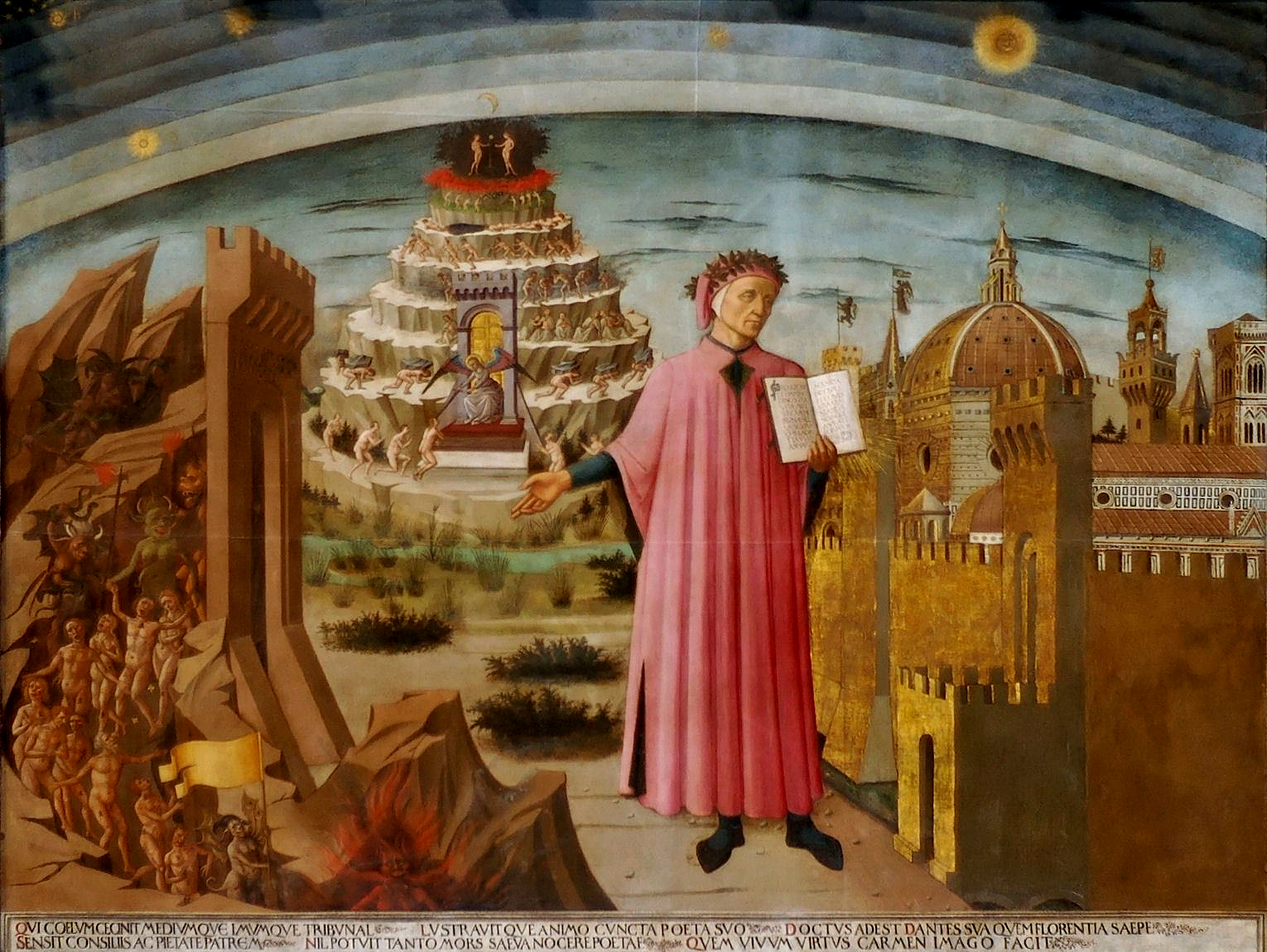
Domenico de Michelino, 1465, Portret van Dante staande voor Florence met in zijn handen een kopie van zijn Commedia en links de berg van het Purgatorio.

Deze lijst is gebaseerd op de werken besproken op de website van het Princeton Dante Project.
- 1293 – 1295 Vita nuova, eenendertig gedichten in het Florentijns met autobiografische commentaar in proza, het verhaal van zijn liefde voor Beatrice.
- 1283(?) – 1308(?) Rime, postume verzamelbundel van 88 verspreide gedichten in het Florentijns die Dante in de loop van zijn leven schreef
- 1303 – 1304 De vulgari eloquentia, pleidooi in het Latijn voor het gebruik van de volkstaal in gedichten van de “hoge” of “tragische” stijl. De vulgari eloquentia, 1577

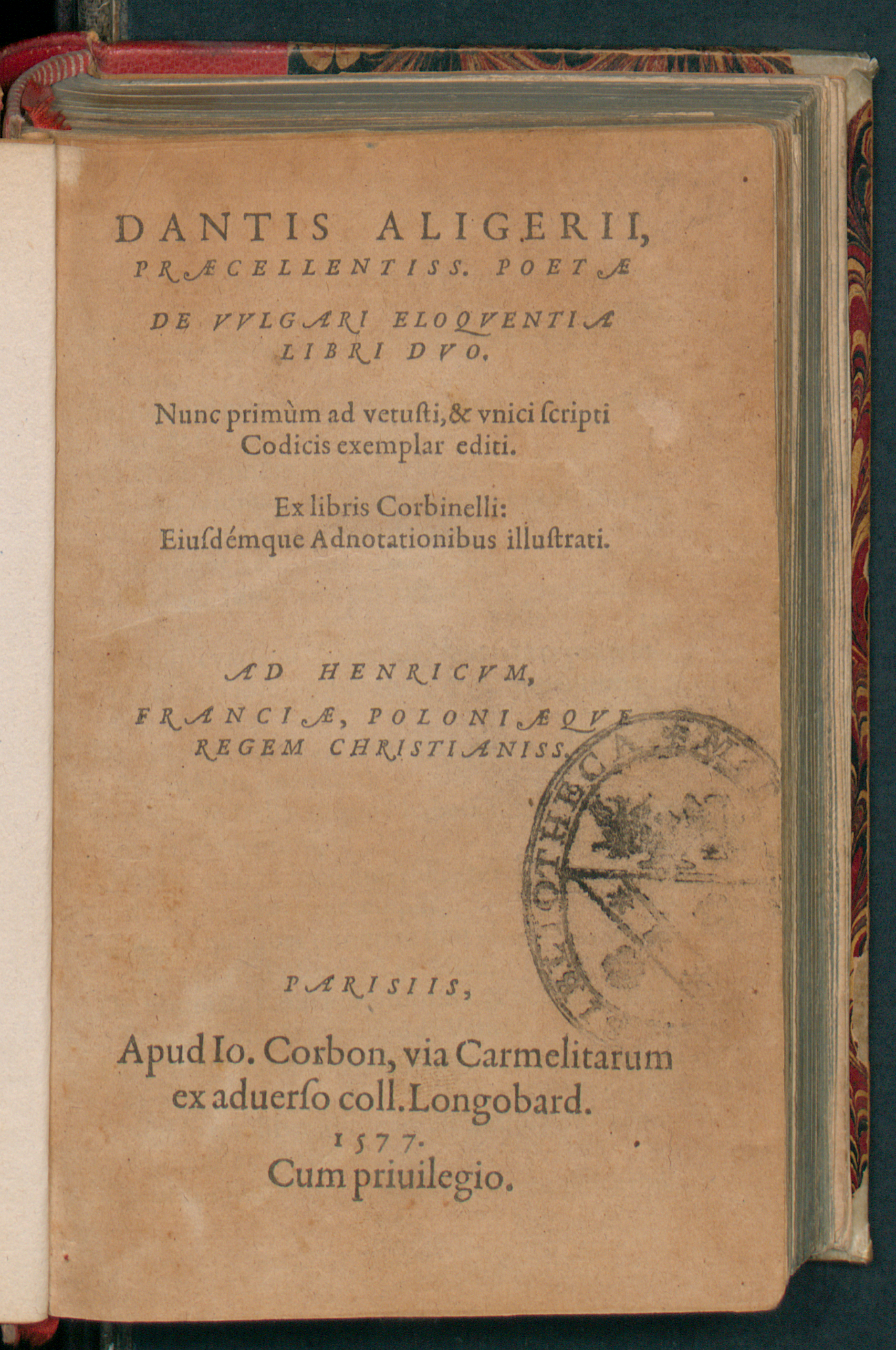
De vulgari eloquentia, 1577

- 1303 – 1306 Il Convivio, betoog in het Florentijns over het nut van filosofie en moraal in de politiek
- 1307 – 1321 La divina commedia. Zijn magnum opus waarin hij een fictieve reis beschreef door het hiernamaals: hel, louteringsberg en hemel.[42]
  - 1307 – 1314 Inferno
  - 1315 – 1316 Purgatorio
  - 1316 – 1321 Paradiso
- ca. 1317 De Monarchia, een politieke verhandeling over de relaties tussen kerk en keizerrijk. Hierin ontwikkelde Dante de idee dat alleen eenhoofdig gezag onderdanen vrijheid en recht kan verschaffen.
- Epistole, dertien brieven van Dante. De authenticiteit van de dertiende gericht aan Cangrande, wordt door een aantal historici betwist.[43]
- ca. 1320 Eclogae, een uitwisseling van Latijnse gedichten tussen Giovanni del Virgilio en Dante.[44]
- 1320 Questio de aqua et terra, Latijnse tekst van een lezing gegeven door Dante in Verona over de relatie tussen water en land. Ook van deze tekst wordt het auteurschap betwist.
- 1286 – 1287(?) Il Fiore, een bewerking in het Toscaans van de Roman de la rose die door een aantal historici aan Dante wordt toegeschreven.[45]
- Detto d’amore, een lang liefdesgedicht. Dit werk wordt vrij algemeen toegeschreven aan de auteur van Il Fiore en volgens een aantal deskundigen aan Dante dus.[46]

## Waardering
Reeds in zijn eigen tijd werd Dante door de Florentijnse bankier en chroniqueur Giovanni Villani (1276 à 1280-1348) geprezen als een groot geleerde, dichter, filosoof, wetenschapper en retoricus die zonder enige schuld, tenzij dan dat hij lid was van de verkeerde partij, uit Florence verjaagd en verbannen werd.
Questi fue grande letterato quasi in ogni scienza, tutto fosse laico, fue sommo poeta e filosofo, e rettorico perfetto tanto in dittare, versificare, come in aringa parlare, nobilissimo dicitore, in rima sommo, col più pulito e bello stile che mai fosse in nostra lingua infino al suo tempo e più innanzi.— Hij was een groot geleerde in alle wetenschappen, hoewel leek, was hij een groot poëet en filosoof, een grote redenaar zowel in het schrijven, verzen maken als in het spreken, edele dichter, het summum in poëzie met de meest gepolijste en mooiste stijl die ooit in onze taal gebruikt werd in zijn tijd en tot vandaag.
Villani stelt in dezelfde tekst ook dat Dante zich arrogant en minachtend gedroeg tegenover anderen, Villani schrijft "con laïci" wat men zou kunnen vertalen in "met eenvoudige mensen".
Zijn werken, en dan vooral de Komedie, waren op korte tijd vrij populair geworden in heel Toscane maar ook in Florence, waar op semi-industriële schaal, manuscripten werden geproduceerd met kopieën van de Goddelijke Komedie. Een bekend voorbeeld hiervan is het atelier van Francesco di ser Nardo da Barberino, de producent van de groep handschriften bekend als de Danti del cento. De productie ging door tot in de vijftiende eeuw. Er zijn meer handschriften van de Divina Commedia bewaard uit de vijftiende eeuw dan uit de veertiende, en meer dan vijftig procent ervan is Florentijns. Ook bij de opkomende drukkers werd het werk snel populair. De editio princeps werd gedrukt in Foligno op 11 april 1472 door Johann Neumeister. Ze werd al snel gevolgd door uitgaven in Mantua (1472), Venetië (1472, 1477, 1478), Napels (1477) en Milaan(1477-1478). In Florence werd het werk van Dante, met commentaar van Christophorus Landinus voor het eerst gedrukt op 30 augustus 1481 bij Nicolaus Laurentii en Alamanus.
De Divina Commedia werd zeer snel van commentaar en glossen voorzien, waarbij Dantes zonen Iacopo en Pietro een belangrijke rol speelden, maar zijn belangrijkste promotor in de veertiende eeuw in Florence was ongetwijfeld Giovanni Boccaccio, die een grote bewondering had voor Dante. In de vroege jaren 1350 schreef hij zijn Trattatello in laude di Dante een biografie (en éloge) van Dante, die naast het werk van Leonardo Bruni de Vite parallele di Dante e Petrarca, nog steeds een belangrijke informatiebron over de dichter is. In 1350 reisde hij, in opdracht van de stad Florence, naar Ravenna om aan zuster Beatrice, de dochter van Dante, in het klooster van Santo Stefano dell’Uliva een som van tien gouden florijnen te brengen als symbolische vergoeding voor de schade die de familie Alighieri geleden had. In oktober 1373 wordt hem nog een taak aangeboden door de stad. Hij moet dagelijks lezingen geven van de Divina Commedia van Dante in de kerk van San Stefano in Badia. Hij schrijft hiervoor een commentaar op de Inferno tot bij Canto XVII. Verzwakt door ziekte en bekritiseerd omdat hij de goddelijke poëzie van Dante verspilde aan het plebs stopte hij hiermee na enkele maanden in het begin van 1374.
Ook in de neoplatonistische kringen rond Lorenzo I de' Medici stond Dante hoog in aanzien. Marsilio Ficino zag zijn Theologia Platonica, (1482), een poging van een synthese tussen de christelijke leer en het neoplatinisme, als een filosofisch equivalent van Dante’s Paradiso, hij maakte ook een Italiaanse vertaling van Dantes Monarchia. Cristoforo Landino, een van de leraren van Lorenzo, was een Dante-kenner en hij zorgde voor de eerste gedrukte uitgave van de Komedie in Florence.
Na 1525 begint de ster van Dante te tanen en gaat men zich, onder invloed van Pietro Bembo, meer richten op het werk van Petrarca en Boccaccio als model voor een Italiaans dat het Latijn kon vervangen als algemene communicatietaal en literaire taal. Dante werd hierbij uitgesloten omdat hij alle registers van het vernaculair gebruikt had in zijn Goddelijke Komedie, van zeer hoogstaande taal tot de taal gesproken door het gewone volk, en dat was niet wat Bembo voor ogen had.
Met de opkomst van de romantiek en de daarbij horende interesse voor de middeleeuwen werd Dante van onder het stof gehaald. Er werden in de negentiende en de twintigste eeuw talloze studies aan hem gewijd en tot op vandaag blijft Dante een van de meest bestudeerde schrijvers aller tijden.
In de westerse ideeëngeschiedenis geldt Dante als groot samenvatter van het middeleeuwse wereldbeeld en als overgangsfiguur tussen middeleeuwen en Renaissance. Maar waar zijn poëzie groot aanzien geniet, was zijn filosofie weinig vernieuwend. Russell merkte op dat Dantes staatkundig denken, dat Ghibellijns aandoet, een eeuw eerder meer op zijn plek zou zijn geweest en in zijn vroomheid was Dante "de laatste van het oude type, Boccaccio de eerste van het nieuwe" (namelijk van de renaissancistische vrijdenker).

## Dante in de kunst

### Manuscripten
Zeer snel werden kopieën van de werken van Dante verspreid en er zijn talloze verluchte handschriften gemaakt. Van de in totaal meer dan 500 verluchte handschriften uit de veertiende en de vijftiende eeuw die bewaard zijn gebleven, zijn er een zestigtal met een uitgebreide narratieve cyclus. Enkele hiervan zijn opgenomen in de lijst hieronder.
- Milaan, Bibliotheca dell’Archivio Storico Civico e Trivulzina, ms. 1080, is het oudste verluchte handschrift. Het werd gemaakt in Florence in 1337.[56] Dit handschrift werd gemaakt in het atelier van Francesco di ser Nardo da Barberino
- Chantilly Musée Condé Ms 597/1424: bevat alleen het Inferno, met Latijnse commentaren van Guido di Pisa. Het werd gemaakt in de jaren 1330 in Florence voor Lucano Spinola en het bevat 55 miniaturen meestal in de bas de page.
- Egerton 843: het manuscript is afkomstig uit de bibliotheek van Parma en wordt nu bewaard in de British Library met signatuur Egerton 843. Het werd in Italië gemaakt in de eerste helft van de veertiende eeuw en bevat naast 261 miniaturen talrijke versierde initialen. De verluchting is toegeschreven aan de anonieme Meester van het Antifonarium van Padua.[57]
- Holkham 48: het manuscript was in het bezit van de graven van Leicester in Holkham Hall, Norfolk en wordt nu bewaard in de Bodlein Library als Ms. Holkham misc. 48. Het werd gemaakt in het derde kwart van de 14e eeuw in Italië (Genua ?). Het manuscript bevat 91 miniaturen in bas de page. De verluchter is onbekend.[58]
- Yates Thompson 36: handschrift van de Goddelijke komedie bewaard in de British Library met signatuur Yates Thompson 36. De codex werd gemaakt in de 15e eeuw in Siena tussen 1444 en 1450. Het was ooit in het bezit van Alfons V van Aragón, koning van Aragón, Napels en Sicilië. Het boek bevat 110 grote miniaturen. Voor het Inferno en Purgatorio werden ze geschilderd door Priamo della Quercia, de miniaturen bij het Paradiso zijn van de hand van Giovanni di Paolo.[59]

### Boekillustratie
Sandro Botticelli
Naast de schetsen en tekeningen die Sandro Botticelli maakte voor de gravures van Baccio Baldini in de eerste uitgave van de Komedie in Florence in 1481, illustreerde hij tussen 1490 en 1496 de Komedie voor Lorenzo di Pierfrancesco dei Medici. Hij zou hiervoor een afbeelding maken bij elk canto. Het werk werd nooit beëindigd, maar 92 van deze tekeningen zijn bewaard gebleven in verschillende stadia van afwerking. De meeste tekeningen zijn volledige uitgewerkt maar er zijn er slechts enkele ingekleurd.
Gustave Doré
Tussen 1882 en 1883 creëerde Gustave Doré zijn illustraties bij de Commedia, die zo bekend werden dat ze tot op vandaag met het werk van de dichter geassocieerd blijven als de "standaard" illustraties. Zijn illustraties voor het werk van Dante waren de eerste in een reeks van de “meesterwerken van de literatuur”. De artiest vond geen uitgever die het risico van een dure uitgave in het geplande folio-formaat wou nemen en publiceerde in 1861 het eerste deel van het boek, het Inferno, dan maar voor eigen rekening. Het was een eclatant succes, wat de uitgeverij Hachette ervan overtuigde om de uitgave van het Purgatorio en het Paradiso op zich te nemen. Sinds de eerste uitgave zijn er nog een tweehonderdtal gevolgd.
Salvador Dalí
Voor de viering van de 700ste verjaardag van de geboorte van Dante kreeg Salvador Dali in 1951 van de Italiaanse regering, de opdracht om een reeks illustraties bij de Divina Commedia te maken. Het werk van honderd aquarellen moest klaar zijn tegen 1965. De overeenkomst werd geannuleerd onder druk van de Italiaanse publieke opinie, die het niet zag zitten dat een Spanjaard hun literair patrimonium onder handen zou nemen. Dali werkte echter verder aan de reeks en in 1954 werden de 101 aquarellen tentoongesteld in Rome in de Galleria Pallavicini. Op basis van zijn tekeningen werden meer dan 3500 houtblokken gesneden voor de publicatie van het werk als gekleurde houtsneden.
Diversen

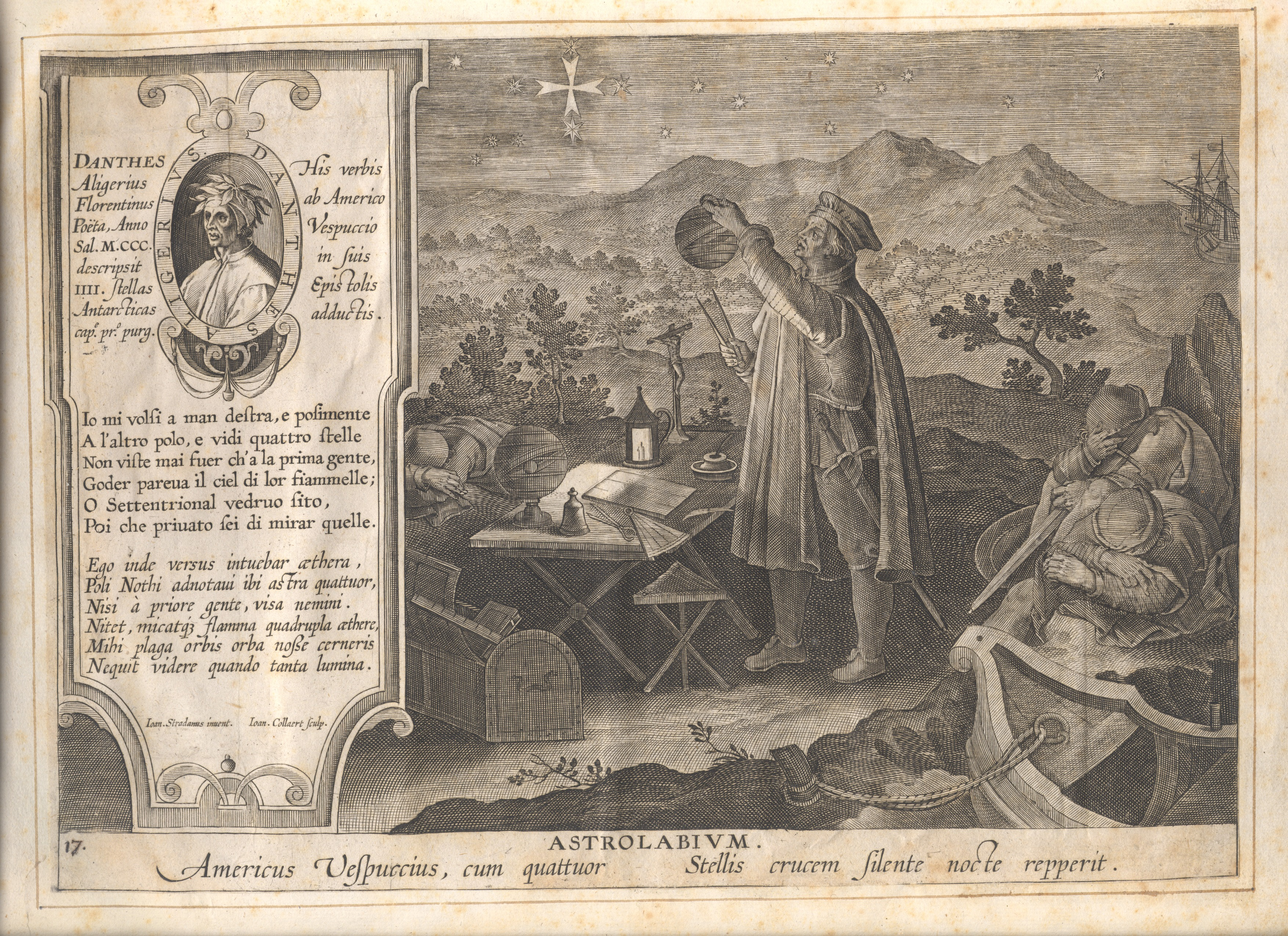
Dante Alighieri afgebeeld op Het gebruik van het astrolabium door Amerigo Vespucci, Jan Collaert II, Museum Plantin-Moretus, (PK.OPB.0186.018)

Naast deze drie bekende reeksen zijn er nog tientallen andere kunstenaars die het meesterwerk van Dante illustreerden waarvan hierbij een kleine selectie.
- John Flaxman, 1755-1826. Maakte in 1796 een reeks van 110 tekeningen als illustrtie bij de Goddelijke komedie voor de privé verzameling van Thomas Hope. Het werk werd pas in 1803 gepubliceerd.[63][64]
- William Blake, 1824-1827.[65] In opdracht van John Linnell begon Blake aan de illustratie van de Komedie in 1824. Bij zijn dood in 1827 bleef een gedeelte van de tekeningen onafgewerkt achter, andere waren al uitgewerkt tot aquarel.
- Francesco Scaramuzza, 1803-1886, illustreerde de Commedia met een serie van 243 grote tekeningen.
- Yan’ Dargent (of Jean-Edouard Dargent), 1824-1899. La Divine Comédie gepubliceerd door Garnier in 1879.[66]
- Franz von Bayros, 1866-1924. De illustrator was bekend voor zijn voorkeur voor erotische boeken. Hij illustreerde een versie van de Komedie die in Wenen werd uitgegeven in 1921.
- Amos Nattini, 1892 – 1985. De artiest werd in 1921 geselecteerd om een nieuwe uitgave van Dantes Commedia te illustreren ter gelegenheid van de zeshonderdste verjaardag van diens overlijden. Nattini besteedde er de volgende twintig jaar aan.[67]
- Alberto Martini, 1876-1954. Hij nam in 1901 deel aan een wedstrijd georganiseerd door de Fratelli Alinari maar werd niet geselecteerd. In 1922 en 1944 maakte hij nog twee andere reeksen van illustraties zodat hij in totaal 300 werken maakte in de meest diverse stijlen.
- Leonard Baskin, 1922-2000. Baskin werkte in een figuratieve, traditionele klassieke stijl. Hij illustreerde de komedie voor een uitgave door Grossman, New York in 1969.
- Moebius (Jean Giraud), 1938–2012. de beroemde striptekenaar verzorgde de uitgave “Il paradiso di Moebius” in 1999 bij Nuages Gallery in Milaan.
- Lorenzo Mattotti (*1954) publiceerde naast Moebius “L'Inferno di Lorenzo Matotti” in 1999 bij Nuages Gallery in Milaan.
- Milton Glaser (1929–2020) was de derde partner in de uitgave van 1999 door Nuages Gallery in Milaan, hij verzorgde “Il Purgatorio di Milton Glaser”.

### Schilderkunst

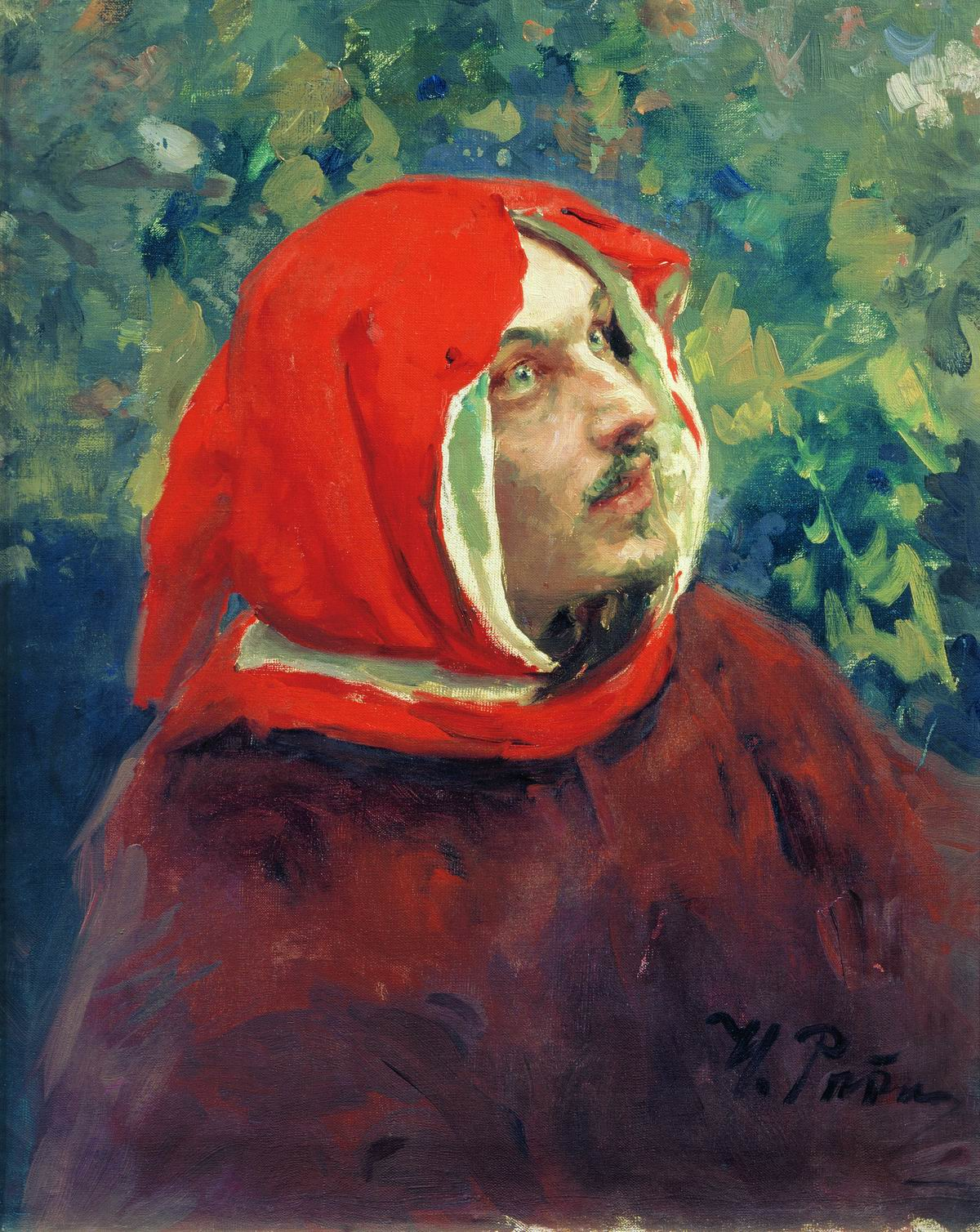
Ilja Jefimovitsj Repin, 1897, portret van Dante

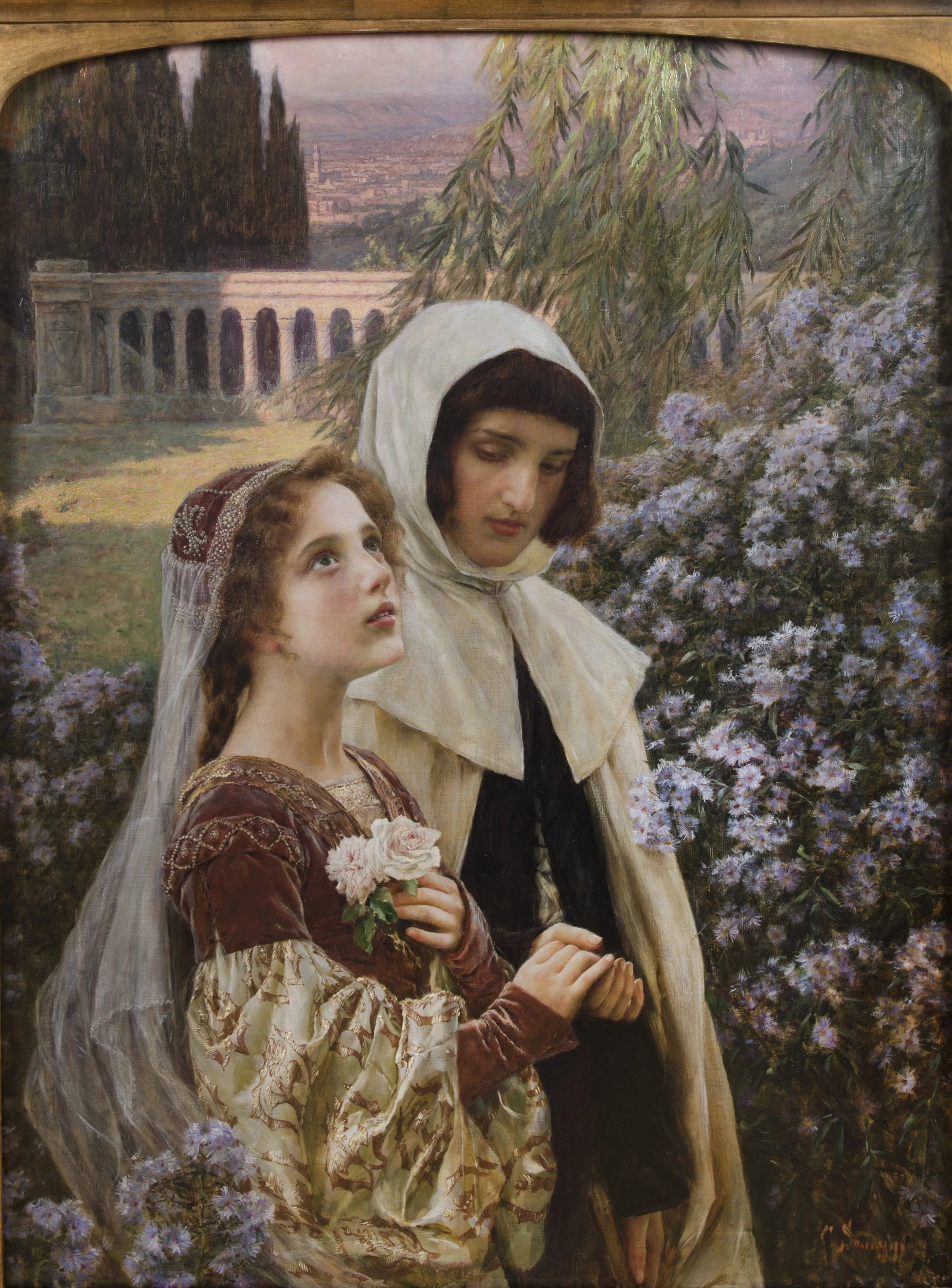
Incipit vita nova – een werk van Cesare Saccaggi in prerafaëlitische stijl

Er zijn van in de renaissance tot op vandaag tientallen schilders geweest die Dante of canti uit zijn Goddelijke komedie geschilderd hebben. Een greep uit de uitgebreide collectie vindt men hieronder.
- Giotto di Bondone ca. 1335, fresco in de Podesta kapel (of Capella della Maddalena) van het Palazzo del Bargello, Florence
- Andrea del Castagno, ca. 1450, fresco overgebracht op hout, Galleria degli Uffizi, Florence. Origineel in de serie van beroemde mannen en vrouwen in de loggia van de Villa Carducci Pandalfini in Legnaia.
- Domenico de Michelino, 1465, Portret van Dante staande voor Florence, Santa Maria del Fiore (dom van Florence)
- Sandro Botticelli, 1495, Portret van Dante
- Luca Singorelli, 1499-1503, fresco met een portret van Dante in de San Bricio kapel van de Dom van Orvieto. In de fresco’s die hij in de dom van Orvieto schilderde zijn ook talrijke scènes uit het Purgatorium afgebeeld in grisaille.
- Sanzio Raffaello, 1509-1511, Dante tussen de personages op de fresco’s “La Disputa” en de “Parnassus” in de Stanza della Segnatura in het Vaticaan.
- Eugène Delacroix, 1822, De bark van Dante, Musée du Louvre
- Domenico Petarlini, ca. 1860, Dante in esilio (Dante in ballingschap), Palazzo Pitti, Florence
- Dante Gabriel Rossetti, 1860, Dantis Amor, origineel geschilderd op een deurpaneel in Red House, Bexleyheath, een huis gebouwd voor Wiliam Morris en zijn bruid Jane.
- Ilja Jefimovitsj Repin, 1897, portret van Dante, State Unified Art Museum, Kostrona
- Valery Kharitonov, 1987, “De Waardelozen, het voorgeborchte van de hel.”

### Muziek

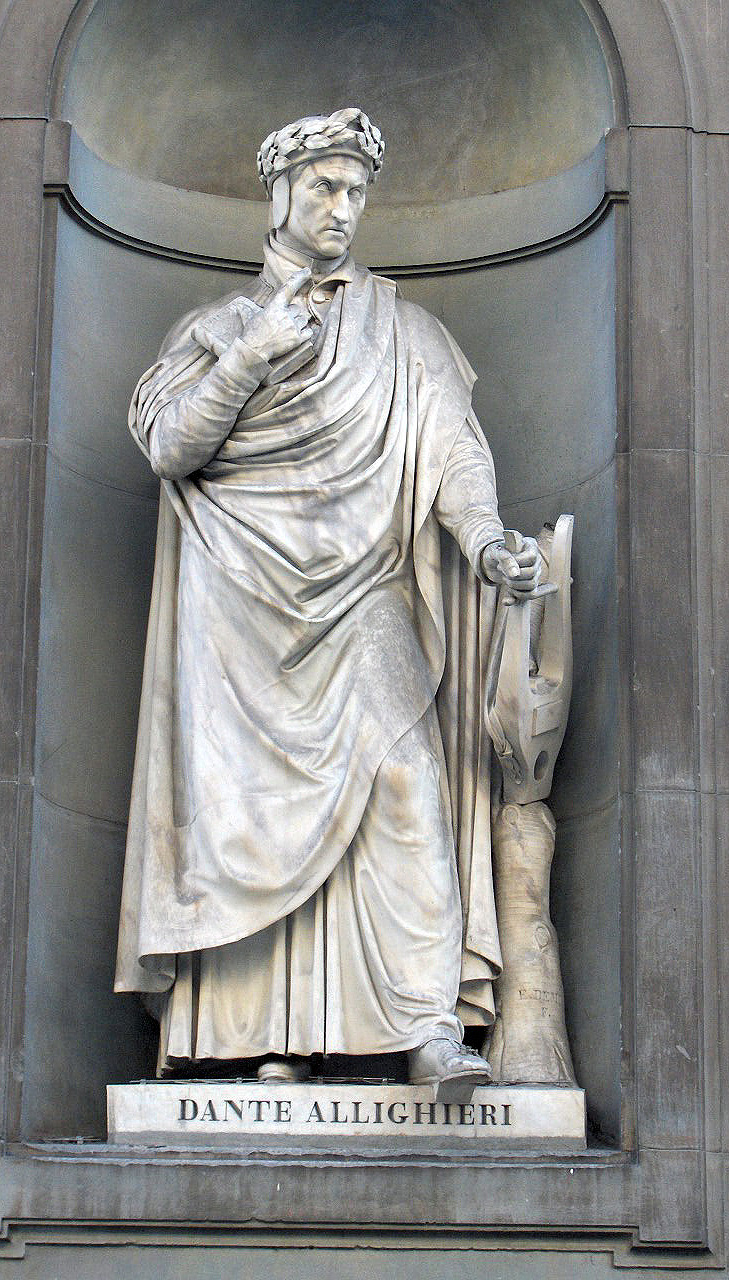
Standbeeld van Dante, Uffizi, Florence

- Saverio Mercadante – 1830 – Francesca da Rimini, opera
- Franz Liszt – 1857 – Dante-Symfonie (S.109)
- Pjotr Iljitsj Tsjaikovski – 1876 – Francesca da Rimini, symfonisch gedicht
- Paul Gilson – 1892 – Francesca da Rimini, oratorium
- Granville Bantock – 1901 – Dante and Beatrice, symfonisch gedicht; 1920 –; The Sea Reivers voor orkest; Dante, symfonisch gedicht nr. 2
- Sergej Rachmaninov – 1906 – Francesca da Rimini (Rachmaninov), opera
- Enrique Granados – 1907 – Dante, symfonisch gedicht
- Conrado Del Campo – 1908 – La divina commedia – El infiero, symfonisch gedicht
- Riccardo Zandonai – 1912 – Francesca da Rimini, opera
- Roberto Mancinelli – 1913 – Paolo e Francesca, opera
- Paul Von Klenau – 1913 – Paolo und Francesca, symphonische Fantasie, en Dante-Symphonie, symfonie nr. 4
- Giacomo Puccini – 1918 – Gianni Schicchi, opera
- Jenó Hubay – 1921 – Dante-Symfonie, Vita nuova op. 118
- Charles Wuorinen – 1993 – Dante Trilogie, ballet
- Loreena McKennitt – 1997 – Dante's Prayer op het album The book of Secrets (1997)
- Zbigniew Preisner – 1997 – Van Den Budenmayer En Mi Mineur (Version 1798), liedtekst is een deel uit Inferno. Filmmuziek bij "La Double Vie de Véronique" van Kiéslowski
- Patrick Cassidy – 2001 – "Vide Cor Meum", Gebaseerd op "A ciascun'alma presa"
- Tangerine Dream – 2002 – Drie muziekalbums met elektronische muziek (Inferno, Purgatorio 2004, Paradiso 2006)
- Paul van Gulick – 2003 – "Paradisal Journeys", 21 Canto's voor koor, gebaseerd op "Paradiso"
- Sepultura – 2006 – Dante XXI, thrashmetal
- Louis Andriessen – 2008 – La Commedia, opera
- Iced Earth – 2011 – Dante's Inferno, heavy metal
- Alesana – 2011 – het album "A place where the sun is silent"

## Zie ook

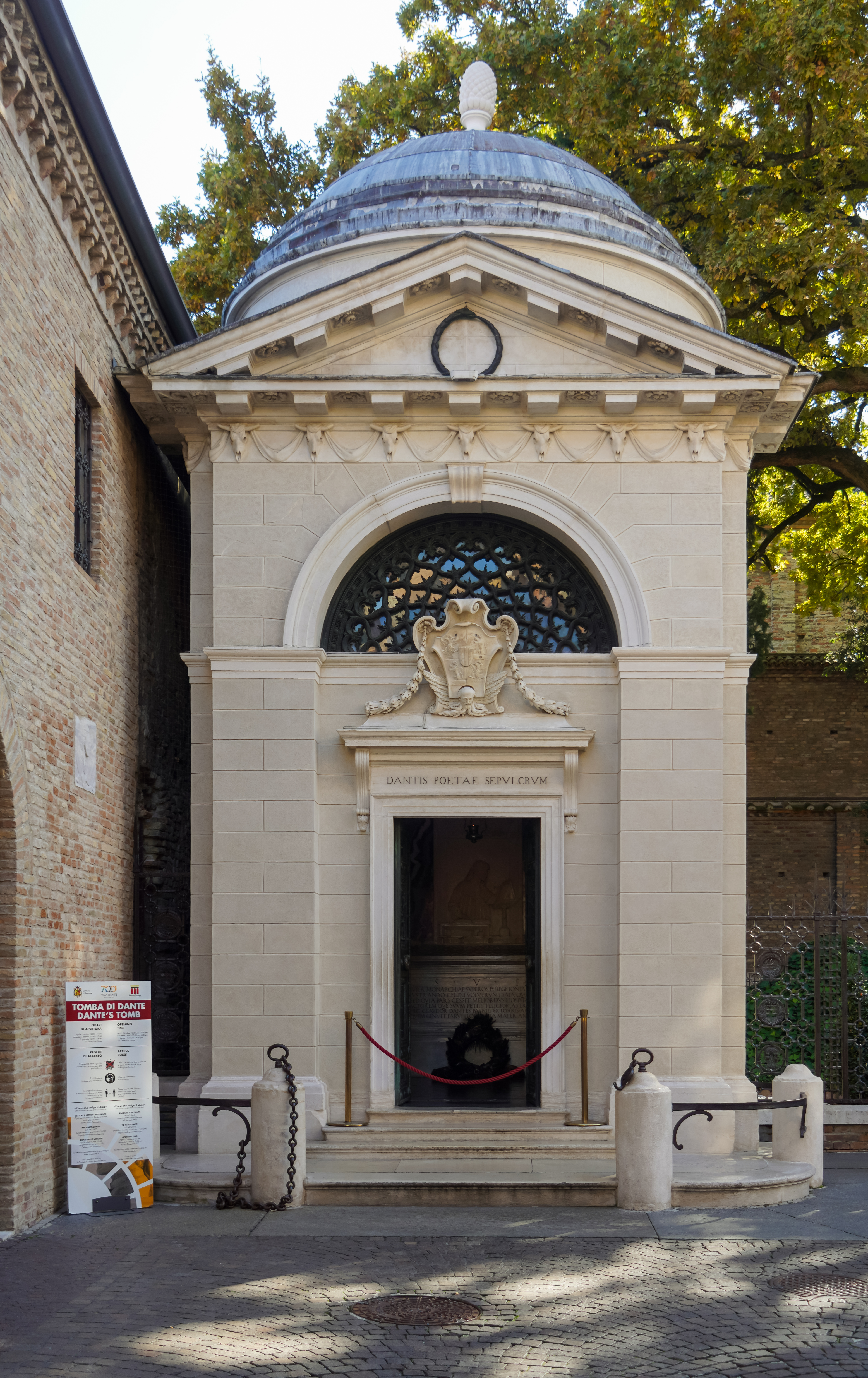
Dantes tombe in Ravenna